# اغتيال العلماء النوويين الإيرانيين
تم اغتيال أربعة من العلماء النوويين الإيرانيين -مسعود محمدي، مجيد شهرياري، داريوش رضائي نجاد ومصطفى أحمدي روشن- في طهران خلال عامين 2010-2012 م، باستخدام القنابل المغناطيسية في اغتيال ثلاثة منهم، وأطلق الرصاص علي أحدهم أمام منزله. وفي يونيو 2012، أعلنت الحكومة الإيرانية بأنها ألقت القبض على جميع الارهابيين وراء الاغتيالات.
واتهمت طهران كلا من إسرائيل والولايات المتحدة بالوقوف وراء هذه العمليات. ورفضت إسرائيل التعليق على هذه الاتهامات، ولكن أعلن موشيه يعلون، وزير الدفاع الإسرائيلي، بأن «"إسرائيل لا يمكن أن تقبل تحت أي ظرف من الظروف أن تمتلك إيران سلاحا نوويا"، "نحن نفضل أن يتم ذلك عن طريق اتفاق أو عقوبات، لكن في نهاية المطاف إسرائيل ستدافع عن نفسها أمام أي خطر."»
ووفقا لتحليلات بعض المحللين السياسيين كـمايكل بيرلي، ومايكل روبن ومارك هيبس، إنّ مجاهدي خلق هم وراء هذه الاغتيالات بدعم وتدريب من قبل الموساد الإسرائيلي.

## تاريخ الاغتيالات
| # | التاريخ        | الاسم             | الاغتيال |
| - | -------------- | ----------------- | --- |
|   | 12 يناير 2010  | مسعود محمدي       | اغتيل ، أستاذ الفيزياء النووية في جامعة طهران، خلال انفجار دراجة نارية مفخخة في شمالي العاصمة طهران. وضعت الدراجة بالقرب من سيارته وتم تفجيرها بالتحكم عن بعد حين مروره من قربها. |
|   | 29 نوفمبر 2010 | مجيد شهرياري      | اغتيل بواسطة قنبلة مغناطيسية لُصقت على سيارته في شمال طهران. |
|   | 23 يوليو 2011  | داريوش رضائي نجاد | قُتل بيد مسلحين يستقلون دراجة نارية، واطلق عليه خمسة رصاصات امام منزله في طهران.                                                                                                   |
|   | 11 يناير 2012  | مصطفى أحمدي روشن  | استاذ متخصص بالفيزياء النووية، اغتيل في انفجار قنبلة مغناطيسية لُصقت على سيارته في طهران.                                                                                          |
|   | 3 يناير 2015   | بدون اسم          | أعلنت السلطات الإيرانية عن إحباط محاولة لاغتيال عالم نووي إيراني. |
|   | 27 نوفمبر 2020 | محسن فخري زادة    | وُصِف محسن فخري زادة بأنه «رأس البرنامج النووي». اغتيل فخري زاده في كمين على طريق في أبسارد في 27 نوفمبر 2020 .                                                                     |
|   | 13 يونيو 2025  | فريدون عباسي      | قُتل عباسي في 13 يونيو 2025 خلال الضربات الإسرائيلية على إيران. |

## المتهمين بالإغتيال

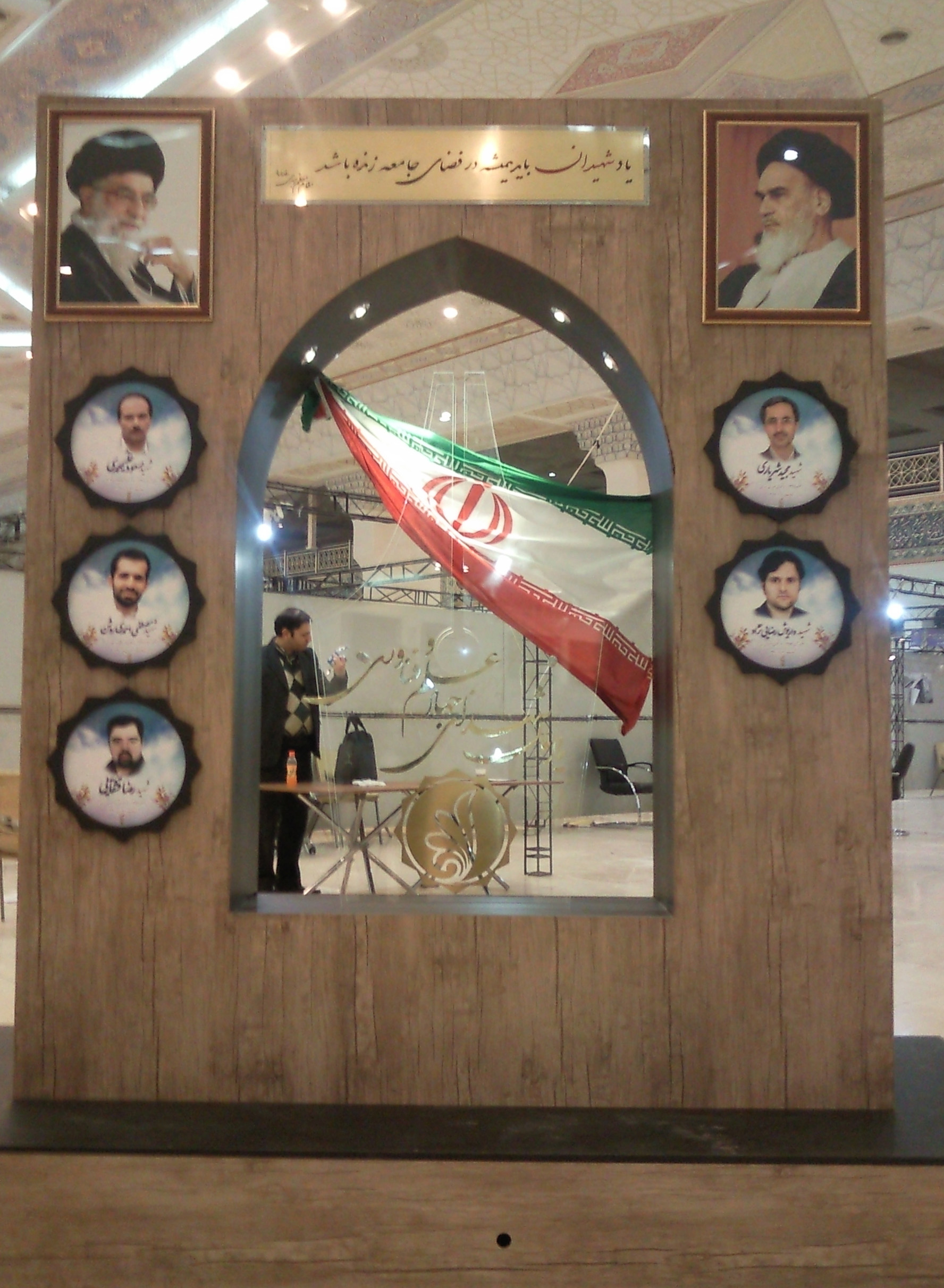
النصب التذكاري للعلماء النوويين الإيرانيين.

### إسرائيل
تتهم طهران جهاز الموساد الإسرائيلي باغتيال علماءها النوويين بهدف تعرقل تقدم برنامجها النووي، وإسرائيل لم تصدر أي تصريحات علنية بهذا الشأن على أي من هذه الحوادث.
ولكن صرح وزير الدفاع الإسرائيلي، موشيه يعلون، في مقابلة مع الصحيفة الألمانية دير شبيغل بأن: «" في نهاية المطاف هذا واضح تماما، بطريقة أو بأخرى، يجب وقف برنامج إيران النووي."» مضافاً بأن «"اسرائيل ستستخدم كامل طاقتها لمنع إيران من إنتاج الأسلحة النووية.».
وقال جنرال يواف مردخاي، المتحدث باسم الجيش الإسرائيلي:«"ليس لدي فکرة عن منفذی اغتیال العالم النووی الایرانی لکنني لا أذرف أی دمعة علیه."»
ووفقا لتحليلات بعض المحللين السياسيين كـمايكل بيرلي، مايكل روبن ومارك هيبس، نُفذت هذه العمليات بيد عناصر مجاهدي خلق وذلك بدعم وتدريب من قبل الموساد الإسرائيلي.
ويقول الكاتب والمؤرخ البريطاني مايكل بيرلي، «"إن عمليات الاغتيال يمكن أن تُنسب إلى إسرائيل بناء على مشاريعها السابقة كعمليات اغتيال العلماء النازيين، و قتل جيرالد بول ، وعمليات اغتيال عناصر من حزب الله وحماس، مثل عماد مغنية ويحيى عياش من قبل الشاباك."»
ووفقا لتقرير دان رفيف في صحيفة هآرتس العبرية: «"إن الموساد الإسرائيلي  بدأ حملة اغتيالات ضد علماء إيرانيين كبار منذ سنوات بهدف عرقلة برنامج أيران النووي، على الرغم من انكار إسرائيل لذلك."»

### مجاهدي خلق
حسب التقرير الذي بثته شبكة «أن بي سي» الأميركية، ان عمليات الاغتيال لعلماء الذرة الإيرانيين نفذتها منظمة مجاهدي خلق، وهي حركة معارضة إيرانية في المنفى، تدعو إلى إسقاط الجمهورية الإسلامية الإيرانية. وقد اتهم مسؤولان في إدارة أوباما منظمة مجاهدي خلق على تنفيذ عملية الاغتيالات. في حين تنفي منظمة مجاهدي خلق أي تورط مع إسرائيل، لكن أكد المحللون الإسرائيليون كثيراً على العلاقة بين المنظمة وإسرائيل.

### الولايات المتحدة
وإلى جانب إسرائيل، تتهم طهران أيضا الولايات المتحدة باغتيال علمائها النوويين. ولكن نفت وزيرة الخارجية الأمريكية هيلاري كلينتون نفيا قاطعا لأي دور أمريكي في قتـل العلماء الإيرانيين. ووفقا للكاتب تريتا فارسي، انه لا يعتقد ان عملية الاغتيالات هي من عمل الولايات المتحدة، وانها لا تتطابق مع أساليب وكالة الاستخبارات الأميركية.